# Pietro Papareschi
Pietro (Papareschi?) (n. secolul al XI-lea – d. 1146, Pisa, Republica Pisa) a fost un cardinal italian creat de Papa Inocențiu al II-lea la 17 septembrie 1143. El este adesea numit frate al lui Inocențiu al II-lea și membru al familiei romane Papareschi, dar acest lucru nu este atestat în sursele contemporane. A semnat bule papale în calitate de cardinal episcop de Albano între 9 decembrie 1143 și 28 aprilie 1145. A participat la conclavurile papale în septembrie 1143, martie 1144 și februarie 1145. A murit după aprilie 1145.